# Zeitreise (Unheilig-Album)
Zeitreise ist das zweite Kompilationsalbum der deutschen Rock-Musikgruppe Unheilig. Das Album wurde vom Grafen und Henning Verlage produziert. Die Erstveröffentlichung des Albums fand am 11. November 2010 in Deutschland statt. Das Album wurde unter dem Label Interstar herausgebracht.

## Rezeption
Das Album ist eine Kompilation, die nur auf Unheiligs Große Freiheit Jubiläumstour von 2010 bis 2011 zu erwerben war. Heute ist das Album nicht mehr erhältlich.

## Titelliste
1. Werdegang (Zeitdokument) – 2:56
2. Sage Ja! (Clubmix) – 6:58
3. Komm zu mir! (Radio Edit) – 3:13
4. Willenlos (Schwarze Witwe Remix) – 3:19
5. Schutzengel (Orchester Version) – 5:12
6. Maschine (Club Edit) – 4:12
7. Freiheit (Radio Edit) – 3:53
8. Sieh in mein Gesicht (Extended Version) – 5:18
9. Ich will alles (Club Version) – 5:22
10. Astronaut (Orchester Version) – 5:08
11. Mein Stern (Piano Version) – 4:31
12. Spiegelbild (Extended Version) – 7:02
13. An deiner Seite (Orchester Version) – 6:12
14. Goldene Zeiten (Clubmix) – 4:57

Die Instrumentierung und Texte stammen alle alleine vom Grafen, außer die Lieder Komm zu mir!, Sage Ja! und Willenlos, die sind eine Zusammenarbeit vom Grafen und den ehemaligen Unheiligmitgliedern José Alvarez-Brill und Grant Stevens.